# 非交戦状態
非交戦状態（ひこうせんじょうたい、英語: Non-belligerent）は、紛争の中で戦わない人、国、またはそれ以外の組織を指す。「非交戦状態」という語は戦争に軍事的に関与しない国を指してしばしば用いられるが、これは国際法で定義されている状態ではない。
非交戦状態にある国は中立国とは違い、戦争においてある一方に与することがあるが、軍事行動には直接関与しない。暴動などでも市民を「交戦状態」（実際戦っているか戦う意思のある者）と「非交戦状態」（戦う意思のない者）に分けることがある。

## 例

### アメリカ
国家総力戦における一例としては、第二次世界大戦の真珠湾攻撃以前、アメリカの連合国に対する経済的支援が挙げられる。アメリカは武器貸与法でイギリスに対し、「戦争以外のできる限りの援助」を供与したが、真珠湾攻撃の後にアメリカが日本に正式に宣戦布告する前は非交戦状態にあった。

### イタリア
1939年9月から1940年6月まで、ナチス・ドイツとともに参戦していたものの、非交戦状態にあった。

### アイルランド
アイルランドは正式には中立国と宣言されたが、英国の側面を守り英国の戦争経済に恩恵をもたらしたとする説もある。自治領大臣のクランボーン子爵による1945年のクランボーン報告でも指摘されるように、アイルランドはドニゴール回廊などの使用を同盟国に許可していた。

### その他
- 冬戦争中のスウェーデン：スウェーデンは正式には参戦しなかったが、スウェーデンからの義勇軍がフィンランドの第19空軍連隊（英語版）結成につながり、それがフィンランド領ラップランドの防衛に投入された。また、この連隊の飛行機はスウェーデン空軍からの援助であった。
- フォークランド紛争におけるアメリカや、イラク戦争におけるオランダも政治家に「軍事的支持なしの政治的支持」と形容された[4]。